# Computex Taipei

Computex Taipei či COMPUTEX Taipei (čínsky 台北國際電腦展, pinyinem Táiběi guójì diànnǎo zhǎn) nebo jen krátce Computex je veletrh výpočetní techniky a spotřební elektroniky, který se koná každoročně od roku 1981 v Tchaj-peji na Tchaj-wanu (pod tímto názvem od roku 1984). Od počátku 21. století patří k celosvětově největším a nejvýznamnějším. Své produkty na něm prezentují nejen společnosti jako například Intel, AMD, NVIDIA, nebo domácí Acer a ASUS, ale i mnoho méně známých výrobců. 

## Přelomové produkty
- Další generace procesorů Intel Core i7 Extreme Edition (2016)

## Minulé veletrhy
- COMPUTEX 2015 od 2. června do 5. června 2015.
- COMPUTEX 2014 od 3. června do 7. června 2014.
- COMPUTEX 2013 od 4. června do 8. června 2013.
- COMPUTEX 2012 od 5. června do 9. června 2012.
- COMPUTEX 2011 od 31. května do 4. června 2011.
- COMPUTEX 2010 od 1. června do 5. června 2010.
- COMPUTEX 2009 od 2. června do 6. června 2009.
- COMPUTEX 2008 od 3. června do 7. června 2008
- COMPUTEX 2007 od 5. června do 9. června 2007.
- COMPUTEX 2006 od 6. června do 10. června 2006.